# Avi Dichter
Avi Dichter (en hebreo: אָבִי דִּיכְטֶר‎)  (Ascalón, 14 de diciembre de 1952) es un político israelí. Exministro de Seguridad Interna y director del Shin Bet, renunció a la Knéset y dejó Kadima en agosto de 2012 para convertirse en Ministerio de Defensa Interior de Israel, cargo que dejó vacante en marzo de 2013.

## Biografía
Avraham (Avi) Dichter nació en Ascalón. Sus padres fueron sobrevivientes del Holocausto . Siendo adolescente, se unió al movimiento juvenil Hashomer Hatzair. Después de graduarse de la escuela secundaria, sirvió en una unidad de élite de las Fuerzas de Defensa de Israel, Sayeret Matkal, bajo el mando del entonces comandante Ehud Barak. Al completar su servicio militar, Dichter se unió al Shin Bet, el servicio de seguridad interna de Israel. En 1986, obtuvo una licenciatura en Ciencias Sociales de la Universidad Bar-Ilan, en Ramat Gan. También tiene un MBA de la Universidad de Tel Aviv.

Anteriormente se desempeñó como jefe del Shin Bet.
Recientemente, el célebre guerrero se convirtió en una figura sumisa y obediente, renunció a los valores que inculcaba a sus subordinados y levantó la mano para destruir la democracia israelí, su mano no tembló, no trató de cambiar la realidad, prefirió la lealtad al líder sobre la lealtad al país.
En 1973 se casó con Ilana Wallerstein, una profesora y artista a la que había conocido en la escuela secundaria. Ellos tienen tres hijos.

## Carrera de seguridad interior
Dichter comenzó su carrera en Shin Bet como Sky marshal para la aerolínea israelí El Al. Después de dominar el árabe y completar cursos de inteligencia de campo, comenzó a trabajar en el Distrito Sur del Shin Bet, específicamente en la Franja de Gaza. En 1992, fue nombrado director para la región. Con el objetivo de mejorar las capacidades de protección del Shin Bet, Dichter fue nombrado Director de la División de Seguridad y Protección. En 1999, se convirtió en director adjunto del Shin Bet. En 2000, fue ascendido a director.
Durante su mandato, los palestinos lanzaron la Segunda Intifada. Bajo el liderazgo de Dichter, Shin Bet cambió su modus operandi y reestructuró su misión y deberes para servir al frente de los esfuerzos de seguridad y contraterrorismo en Israel. La organización encabezó operaciones de inteligencia y contrainsurgencia en el interior de Cisjordania y la Franja de Gaza, reduciendo así el número de ataques contra Israel.

## Carrera política
En septiembre de 2005, Dichter dejó el cargo y se convirtió en investigador en la Institución Brookings en Washington D. C.. Varios meses después, regresó a Israel y anunció su incursión en la política con el recién creado Kadima. Fue elegido miembro de la Knéset en la lista del partido en 2006, y el 4 de mayo de ese año prestó juramento como Ministro de Seguridad Interna. En este cargo, supervisó el sistema de aplicación de la ley de Israel, incluida la Fuerza de Policía y el Servicio Penitenciario de Israel.
Como Ministro de Seguridad Pública, Dichter hizo varias reformas en los campos bajo los auspicios del ministerio. Estos incluyeron reformas presupuestarias y organizativas, la construcción de un Programa de Protección de Testigos y la formación de una unidad nacional de lucha contra el crimen (Lahav 433) similar al FBI de los Estados Unidos.
Después de que Ehud Olmert renunció como líder del partido, Dichter ingresó a la elección de liderazgo. Sin embargo, quedó cuarto con solo el 6,5% de los votos. Conservó su escaño en las elecciones de 2009 después de haber sido colocado noveno en la lista del partido, pero perdió su cartera de gabinete cuando la coalición liderada por el Likud formó el gobierno.
El 3 de agosto de 2011, Dichter y otros 39 miembros de la Knéset firmaron la propuesta de Ley Fundamental que reconocería a Israel como el Estado-nación del pueblo judío.
En agosto de 2012, anunció que dejaba la Knéset y se unía al gabinete israelí para reemplazar al ministro de Defensa del Frente Nacional, Matan Vilnai, quien renunció para convertirse en embajador de Israel en China. Dichter fue reemplazado por Ahmed Dabbah de Kadima.
En noviembre de 2012, durante la Operación Pilar Defensivo, Dichter dijo: "No tenemos otra opción; Israel debe reformatear Gaza y reorganizarla, como hicimos en Judea y Samaria durante la Operación Escudo Defensivo."
Dichter apareció en la película documental de 2012 The Gatekeepers y discutió los principales eventos de su mandato en Shin Bet .
En marzo de 2013, la revista Playboy publicó su primera versión en hebreo con una entrevista a Avi Dichter.